# Marko Pogorevc (policist)
Marko Pogorevc, slovenski častnik in policist, * 1964, Črna na Koroškem.
Najbolj je znan po svoji izjavi »storilcem dihamo za ovratnik« v zadevi napada na Mira Petka. Njegova izjava dandanes po pravnomočnih oprostilkah zveni ironično. Od 1. junija 2004 je zaposlen na Mobitelu. Trenutno je pomočnik direktorja Mobitela, odgovoren za varnostne zadeve.
Leta 1988 je diplomiral na Vojaški akademiji v Beogradu, nato pa je pričel delati v Republiškem sekretariatu za notranje zadeve. Na ministrstvu je opravljal naslednje dolžnosti: pomočnik direktorja Operativno-komunikacijskega centra, poslovni sekretar za javno varnost, šef kabineta notranjega ministra, direktor Policijske akademije in generalni direktor policije (16. junij 2000 - 14. januar 2003).